# کرگدن (فیلم)
کرگدن (به انگلیسی: Rhinoceros) فیلمی به کارگردانی تام اوهورگان، نویسندگی جولیان بری (براساس نمایش‌نامه کرگدن‌ها اثر اوژن یونسکو) و تهیه‌کنندگی الی لاندو محصول ۱۹۷۴ میلادی است.